# 1972年イタリアグランプリ
1972年イタリアグランプリ (1972ねんイタリアグランプリ、英: 1972 Italian Grand Prix) は、1972年のF1世界選手権第10戦として、1972年9月10日にモンツァ・サーキットで開催された。
レースは55周で行われ、6番手からスタートしたロータスのエマーソン・フィッティパルディが5勝目をマークして、初のドライバーズチャンピオンを獲得し、同時にチーム・ロータスにコンストラクターズチャンピオンをもたらした。フィッティパルディはこの時25歳273日で、F1史上最年少チャンピオンに輝いた。サーティースのマイク・ヘイルウッドが2位、マクラーレンのデニス・ハルムが3位となった。
このレースはアメリカのタイヤメーカーであるファイアストンのF1世界選手権における最後の勝利でもあり、1964年のドライバーズチャンピオンであるジョン・サーティースの最後のレースでもあった。

## 背景
モンツァ・サーキットはグランプリ・ドライバーズ・アソシエーション(GPDA)から安全性の向上を要求されたため、クルヴァ・グランデの前にバリアンテ・レティフィーロ（第1シケイン）を、旧クルヴァ・ヴィアローネの跡地にバリアンテ・アスカリ（アスカリ・シケイン）を追加した。ただし、第1シケインについてはスタート直後の多重事故を避けるため、2周目から使用する。このレイアウト変更により、サーキットの性格は大幅に変更された。
ドライバーズランキング首位のエマーソン・フィッティパルディは前戦オーストリアGPまでの9戦で52点を獲得し、デニス・ハルムとジャッキー・スチュワートに25点差を付けている。本レースでE.フィッティパルディが4位以上の場合、ハルムとスチュワートの結果に関係なく初のドライバーズチャンピオンを決められる。E.フィッティパルディが所属するロータスも5位以上の場合、2年ぶり5回目のコンストラクターズチャンピオンが決定する。

## エントリー
本レースでダブルタイトル獲得の可能性があるチーム・ロータスだったが、予期せぬ事態に見舞われた。レースウィークの火曜日（9月5日）にモンツァへロータス・72Dを搬送中に事故に遭い、エマーソン・フィッティパルディの72Dが深刻な損傷を受けてしまった。E.フィッティパルディはチームメイトのデビッド・ウォーカーの72Dを使用することになったため、ウォーカーは参加できなくなった。しかも、2年前のヨッヘン・リントの事故死によりイタリア当局から依然厳しい目で見られていたため、前年同様「ワールドワイド・レーシング」のチーム名で参加した。
ホームグランプリを迎えるフェラーリは、アメリカのレースを優先していたマリオ・アンドレッティが復帰して3台体制を敷いた。同じくホームグランプリのテクノは初めて2台体制で参加し、デレック・ベルは従来のPA123/3を使用し、ナンニ・ギャリはPA123/3からホイールベースが延長された改良型のPA123/4を走らせる。サーティースは新車TS14を投入し、この年はチーム運営に集中していたオーナーのジョン・サーティース自らドライブする。レギュラーの3人は従来通りTS9Bを使用する。BRMは4台体制に増やし、エースのジャン＝ピエール・ベルトワーズは新しいサスペンションと拡大されたリアトラックを備えた改良版P180を走らせ、他の3人はP160Cを使用する。ウィリアムズはスポーツカードライバーのジャンカルロ・ガリアルディをオリジナルマシンのポリトイ・FX3に乗せるつもりであったが、アンリ・ペスカロロがFX3をイギリスGPでクラッシュさせたため実現しなかった。

### エントリーリスト
| チーム                                             | No. | ドライバー                     | コンストラクター | シャシー | エンジン                         | タイヤ |
| -------------------------------------------------- | --- | ------------------------------ | ---------------- | -------- | -------------------------------- | ------ |
| エルフ・チーム・ティレル                           | 1   | ジャッキー・スチュワート       | ティレル         | 005      | フォード・コスワース DFV 3.0L V8 | G      |
| エルフ・チーム・ティレル                           | 2   | フランソワ・セベール           | ティレル         | 002      | フォード・コスワース DFV 3.0L V8 | G      |
| スクーデリア・フェラーリ SpA SEFAC                 | 3   | マリオ・アンドレッティ         | フェラーリ       | 312B2    | フェラーリ 001/1 3.0L F12        | F      |
| スクーデリア・フェラーリ SpA SEFAC                 | 4   | ジャッキー・イクス             | フェラーリ       | 312B2    | フェラーリ 001/1 3.0L F12        | F      |
| スクーデリア・フェラーリ SpA SEFAC                 | 5   | クレイ・レガツォーニ           | フェラーリ       | 312B2    | フェラーリ 001/1 3.0L F12        | F      |
| ワールドワイド・レーシング                         | 6   | エマーソン・フィッティパルディ | ロータス         | 72D      | フォード・コスワース DFV 3.0L V8 | F      |
| チーム・サーティース                               | 7   | ジョン・サーティース           | サーティース     | TS14     | フォード・コスワース DFV 3.0L V8 | F      |
| チーム・サーティース                               | 8   | ティム・シェンケン             | サーティース     | TS9B     | フォード・コスワース DFV 3.0L V8 | F      |
| チェラミカ・パニョッシン・チーム・サーティース     | 9   | アンドレア・デ・アダミッチ     | サーティース     | TS9B     | フォード・コスワース DFV 3.0L V8 | F      |
| ブルックボンド・オクソ・チーム・サーティース       | 10  | マイク・ヘイルウッド           | サーティース     | TS9B     | フォード・コスワース DFV 3.0L V8 | F      |
| マルティーニ・レーシングチーム                     | 11  | ナンニ・ギャリ                 | テクノ           | PA123/4  | テクノ シリーズP 3.0L F12        | F      |
| マルティーニ・レーシングチーム                     | 12  | デレック・ベル                 | テクノ           | PA123/3  | テクノ シリーズP 3.0L F12        | F      |
| ヤードレー・チーム・マクラーレン                   | 14  | デニス・ハルム                 | マクラーレン     | M19C     | フォード・コスワース DFV 3.0L V8 | G      |
| ヤードレー・チーム・マクラーレン                   | 15  | ピーター・レブソン             | マクラーレン     | M19C     | フォード・コスワース DFV 3.0L V8 | G      |
| クラーク＝モーダウント＝ガスリー・レーシング       | 16  | マイク・ボイトラー             | マーチ           | 721G     | フォード・コスワース DFV 3.0L V8 | F      |
| STP・マーチ・レーシングチーム                      | 18  | ニキ・ラウダ                   | マーチ           | 721G     | フォード・コスワース DFV 3.0L V8 | G      |
| STP・マーチ・レーシングチーム                      | 19  | ロニー・ピーターソン           | マーチ           | 721G     | フォード・コスワース DFV 3.0L V8 | G      |
| エキップ・マトラ・スポール                         | 20  | クリス・エイモン               | マトラ           | MS120D   | マトラ MS72 3.0L V12             | G      |
| マールボロ・BRM                                    | 21  | ジャン＝ピエール・ベルトワーズ | BRM              | P180     | BRM P142 3.0L V12                | F      |
| マールボロ・BRM                                    | 22  | ハウデン・ガンレイ             | BRM              | P160C    | BRM P142 3.0L V12                | F      |
| マールボロ・BRM                                    | 23  | ピーター・ゲシン               | BRM              | P160C    | BRM P142 3.0L V12                | F      |
| マールボロ・BRM                                    | 24  | レイネ・ウィセル               | BRM              | P160C    | BRM P142 3.0L V12                | F      |
| チーム・ウィリアムズ・モチュール                   | 25  | アンリ・ペスカロロ             | マーチ           | 721      | フォード・コスワース DFV 3.0L V8 | G      |
| チーム・ウィリアムズ・モチュール                   | 26  | カルロス・パーチェ             | マーチ           | 711      | フォード・コスワース DFV 3.0L V8 | G      |
| チーム・ウィリアムズ・モチュール                   | 27  | ジャンカルロ・ガリアルディ 1   | ポリトイ         | FX3      | フォード・コスワース DFV 3.0L V8 | G      |
| モーターレーシング・ディベロップメンツ・リミテッド | 28  | グラハム・ヒル                 | ブラバム         | BT37     | フォード・コスワース DFV 3.0L V8 | G      |
| モーターレーシング・ディベロップメンツ・リミテッド | 30  | カルロス・ロイテマン           | ブラバム         | BT37     | フォード・コスワース DFV 3.0L V8 | G      |
| モーターレーシング・ディベロップメンツ・リミテッド | 29  | ウィルソン・フィッティパルディ | ブラバム         | BT34     | フォード・コスワース DFV 3.0L V8 | G      |
| ソース:                                            |     |                                |                  |          |                                  |        |

追記
- ^1 - ガリアルディはマシンが準備できず欠場[6]

## 予選

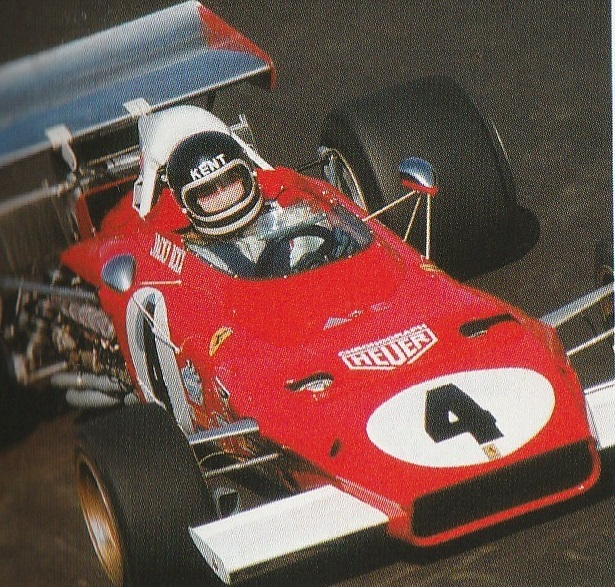
ポールポジションを獲得したジャッキー・イクス

フェラーリのエースであるジャッキー・イクスがポールポジションを獲得し、ティフォシ達を喜ばせた。マトラのクリス・エイモンが0.04秒差でフロントローに並び、シケインが2ヶ所設置されても予選においては12気筒勢が優位であることに変わりなかった。ジャッキー・スチュワートはクレイ・レガツォーニとともに2列目、デニス・ハルムとエマーソン・フィッティパルディが3列目に並ぶ。スチュワートのチームメイトであるフランソワ・セベールは14番手、ジャン＝ピエール・ベルトワーズは16番手、練習走行中にクラッシュしたロニー・ピーターソンは24番手に沈んだ。

### 予選結果
| 順位    | No. | ドライバー                     | コンストラクター      | タイム  | 差    | グリッド |
| ------- | --- | ------------------------------ | --------------------- | ------- | ----- | -------- |
| 1       | 4   | ジャッキー・イクス             | フェラーリ            | 1:35.65 | -     | 1        |
| 2       | 20  | クリス・エイモン               | マトラ                | 1:35.69 | +0.04 | 2        |
| 3       | 1   | ジャッキー・スチュワート       | ティレル-フォード     | 1:35.79 | +0.14 | 3        |
| 4       | 5   | クレイ・レガツォーニ           | フェラーリ            | 1:35.83 | +0.18 | 4        |
| 5       | 14  | デニス・ハルム                 | マクラーレン-フォード | 1:35.97 | +0.32 | 5        |
| 6       | 6   | エマーソン・フィッティパルディ | ロータス-フォード     | 1:36.29 | +0.64 | 6        |
| 7       | 3   | マリオ・アンドレッティ         | フェラーリ            | 1:36.32 | +0.67 | 7        |
| 8       | 15  | ピーター・レブソン             | マクラーレン-フォード | 1:36.42 | +0.77 | 8        |
| 9       | 10  | マイク・ヘイルウッド           | サーティース-フォード | 1:36.50 | +0.85 | 9        |
| 10      | 24  | レイネ・ウィセル               | BRM                   | 1:36.68 | +1.03 | 10       |
| 11      | 30  | カルロス・ロイテマン           | ブラバム-フォード     | 1:37.12 | +1.47 | 11       |
| 12      | 23  | ピーター・ゲシン               | BRM                   | 1:37.21 | +1.56 | 12       |
| 13      | 28  | グラハム・ヒル                 | ブラバム-フォード     | 1:37.61 | +1.96 | 13       |
| 14      | 2   | フランソワ・セベール           | ティレル-フォード     | 1:37.79 | +2.14 | 14       |
| 15      | 29  | ウィルソン・フィッティパルディ | ブラバム-フォード     | 1:37.82 | +2.17 | 15       |
| 16      | 21  | ジャン＝ピエール・ベルトワーズ | BRM                   | 1:37.86 | +2.21 | 16       |
| 17      | 22  | ハウデン・ガンレイ             | BRM                   | 1:37.91 | +2.26 | 17       |
| 18      | 26  | カルロス・パーチェ             | マーチ-フォード       | 1:37.98 | +2.33 | 18       |
| 19      | 7   | ジョン・サーティース           | サーティース-フォード | 1:38.31 | +2.66 | 19       |
| 20      | 18  | ニキ・ラウダ                   | マーチ-フォード       | 1:38.52 | +2.87 | 20       |
| 21      | 9   | アンドレア・デ・アダミッチ     | サーティース-フォード | 1:38.60 | +2.95 | 21       |
| 22      | 8   | ティム・シェンケン             | サーティース-フォード | 1:38.61 | +2.96 | 22       |
| 23      | 11  | ナンニ・ギャリ                 | テクノ                | 1:38.64 | +2.99 | 23       |
| 24      | 19  | ロニー・ピーターソン           | マーチ-フォード       | 1:38.70 | +3.05 | 24       |
| 25      | 16  | マイク・ボイトラー             | マーチ-フォード       | 1:39.73 | +4.08 | 25       |
| 26      | 25  | アンリ・ペスカロロ             | マーチ-フォード       | 1:40.21 | +4.56 | DNQ      |
| 27      | 12  | デレック・ベル                 | テクノ                | 1:42.07 | +6.42 | DNQ      |
| ソース: |     |                                |                       |         |       |          |

追記
- スターティンググリッドは25台に制限

## 決勝

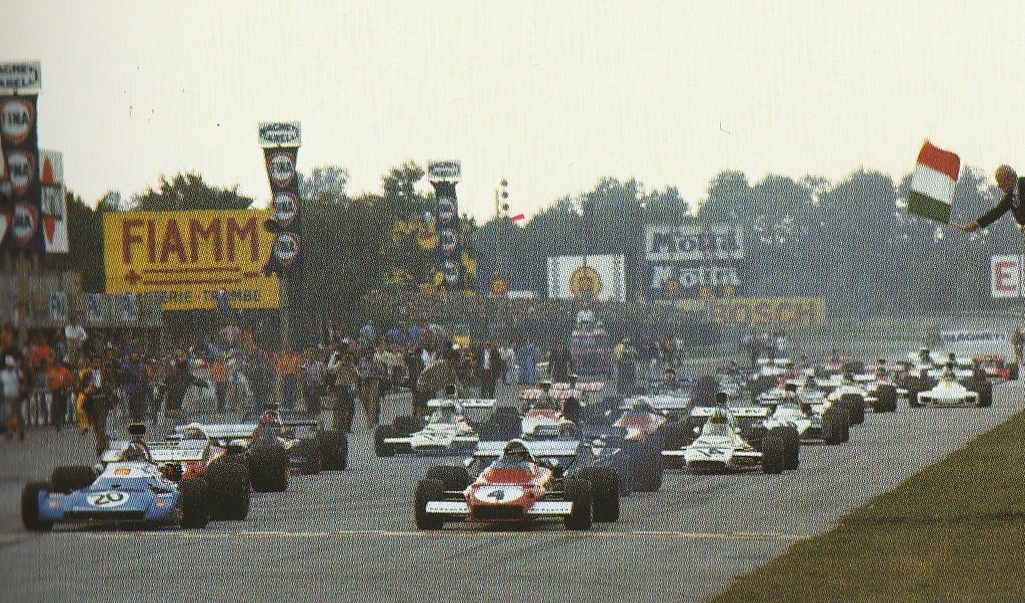
レーススタート

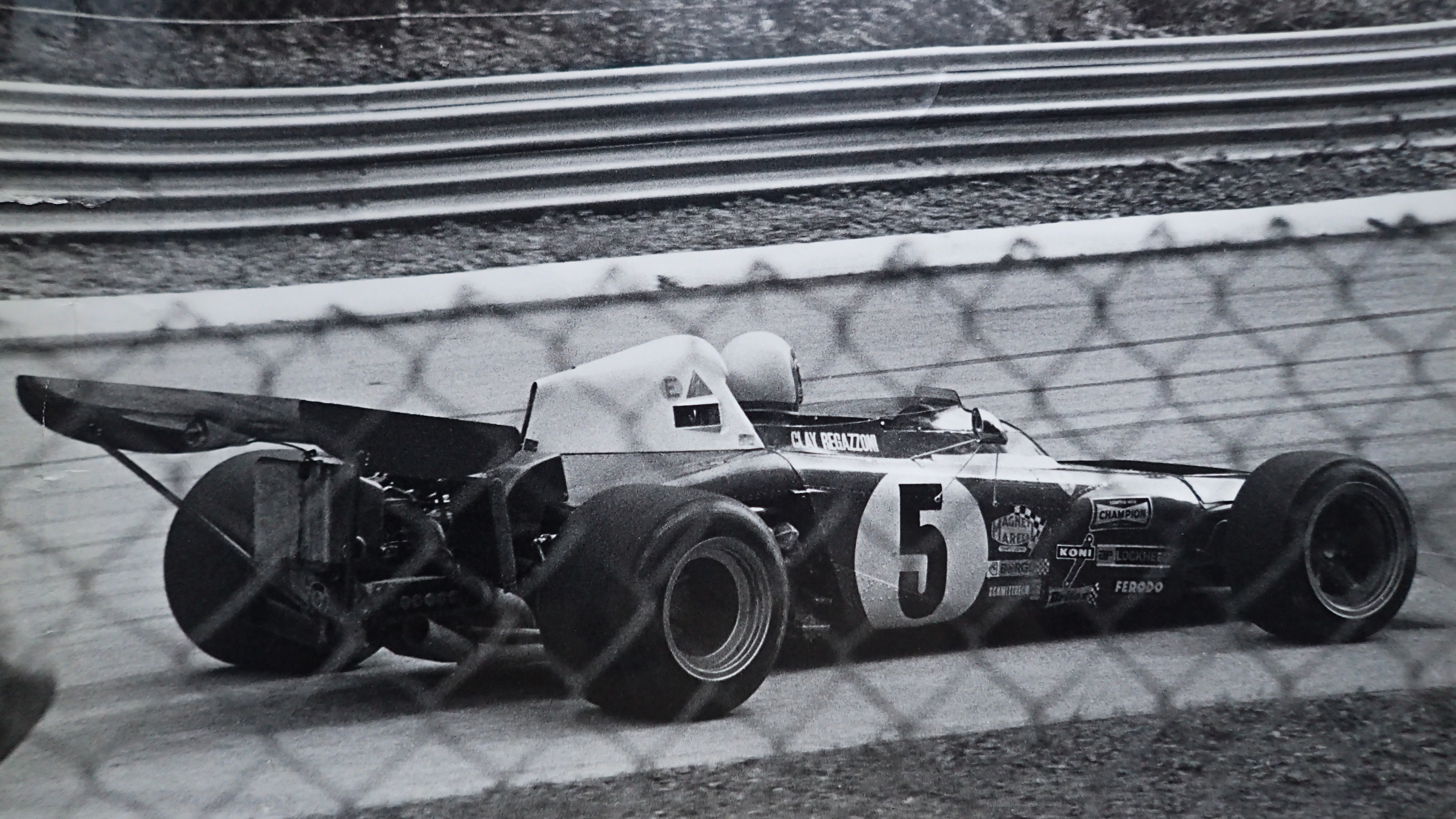
クレイ・レガツォーニはアスカリシケインでのアクシデントでリタイアした。

スタートでジャッキー・イクスとクレイ・レガツォーニのフェラーリによる1-2体制が出来上がる。ジャッキー・スチュワートはスタート直後にクラッチが壊れてリタイアし、ドライバーズタイトル防衛の可能性は早々と潰えた。クリス・エイモンはスタートに失敗し、レガツォーニ、エマーソン・フィッティパルディ、マリオ・アンドレッティに抜かれた。シケインの設置により複数台によるスリップストリーム合戦は過去のものとなって順位の変動が安定する中、エイモンがアンドレッティを抜き返して順位の回復を開始した。14周目にイクスがアウトに膨らみ、レガツォーニがトップに立った。しかし、レガツォーニはその3周後のアスカリシケインでスピンしていたカルロス・パーチェのマーチ・711と接触し、リアサスペンションにダメージを与えてしまった。これでイクスが首位に返り咲くが、E.フィッティパルディはイクスの背後に迫り、エイモンとアンドレッティを抜いたマイク・ヘイルウッドがその後方につけていた。
ヘイルウッドはすぐにインダクションポッドが脱落して先頭集団から脱落し、エイモンもブレーキが発火してリタイアに終わったため、イクスとE.フィッティパルディの一騎打ちとなった。残り9周でイクスのエンジンが壊れ、E.フィッティパルディがトップに立った。
E.フィッティパルディは今シーズン5勝目を挙げ、2戦を残して25歳273日の史上最年少チャンピオンが誕生した。また、このタイトルを獲得した初のブラジル人ドライバーとなった。そして、ロータスの2年ぶり5回目となるコンストラクターズチャンピオンも決まった。ヘイルウッドは2位となり、自身及びサーティースに初の表彰台をもたらした。デニス・ハルムとピーター・レブソンのマクラーレン勢が3-4位に入り、グラハム・ヒルが5位、前年の勝者ピーター・ゲシンは6位で今シーズン初ポイントを獲得した。アンドレッティはひどいハンドリングに悩まされ7位に終わり、イクスが首位を走行中にリタイアしたことでティフォシ達は大きく落胆した。

### レース結果
| 順位    | No. | ドライバー                     | コンストラクター      | 周回数 | タイム/リタイア原因 | グリッド | ポイント |
| ------- | --- | ------------------------------ | --------------------- | ------ | ------------------- | -------- | -------- |
| 1       | 6   | エマーソン・フィッティパルディ | ロータス-フォード     | 55     | 1:29:58.4           | 6        | 9        |
| 2       | 10  | マイク・ヘイルウッド           | サーティース-フォード | 55     | +14.5               | 9        | 6        |
| 3       | 14  | デニス・ハルム                 | マクラーレン-フォード | 55     | +23.8               | 5        | 4        |
| 4       | 15  | ピーター・レブソン             | マクラーレン-フォード | 55     | +35.7               | 8        | 3        |
| 5       | 28  | グラハム・ヒル                 | ブラバム-フォード     | 55     | +1:05.6             | 13       | 2        |
| 6       | 23  | ピーター・ゲシン               | BRM                   | 55     | +1:21.9             | 12       | 1        |
| 7       | 3   | マリオ・アンドレッティ         | フェラーリ            | 54     | +1 Lap              | 7        |          |
| 8       | 21  | ジャン＝ピエール・ベルトワーズ | BRM                   | 54     | +1 Lap              | 16       |          |
| 9       | 19  | ロニー・ピーターソン           | マーチ-フォード       | 54     | +1 Lap              | 24       |          |
| 10      | 16  | マイク・ボイトラー             | マーチ-フォード       | 54     | +1 Lap              | 25       |          |
| 11      | 22  | ハウデン・ガンレイ             | BRM                   | 52     | +3 Laps             | 17       |          |
| 12      | 24  | レイネ・ウィセル               | BRM                   | 51     | +4 Laps             | 10       |          |
| 13      | 18  | ニキ・ラウダ                   | マーチ-フォード       | 50     | +5 Laps             | 20       |          |
| Ret     | 4   | ジャッキー・イクス             | フェラーリ            | 46     | 電気系統            | 1        |          |
| Ret     | 20  | クリス・エイモン               | マトラ                | 38     | ブレーキ            | 2        |          |
| Ret     | 9   | アンドレア・デ・アダミッチ     | サーティース-フォード | 33     | ブレーキ            | 21       |          |
| Ret     | 29  | ウィルソン・フィッティパルディ | ブラバム-フォード     | 20     | サスペンション      | 19       |          |
| Ret     | 7   | ジョン・サーティース           | サーティース-フォード | 20     | 燃料システム        | 22       |          |
| Ret     | 8   | ティム・シェンケン             | サーティース-フォード | 20     | スピンオフ          | 15       |          |
| Ret     | 5   | クレイ・レガツォーニ           | フェラーリ            | 16     | 接触                | 4        |          |
| Ret     | 26  | カルロス・パーチェ             | マーチ-フォード       | 15     | 接触                | 18       |          |
| Ret     | 30  | カルロス・ロイテマン           | ブラバム-フォード     | 14     | サスペンション      | 11       |          |
| Ret     | 2   | フランソワ・セベール           | ティレル-フォード     | 14     | エンジン            | 14       |          |
| Ret     | 11  | ナンニ・ギャリ                 | テクノ                | 6      | エンジン            | 23       |          |
| Ret     | 1   | ジャッキー・スチュワート       | ティレル-フォード     | 0      | クラッチ            | 3        |          |
| DNQ     | 25  | アンリ・ペスカロロ             | マーチ-フォード       |        | 予選不通過          |          |          |
| DNQ     | 12  | デレック・ベル                 | テクノ                |        | 予選不通過          |          |          |
| ソース: |     |                                |                       |        |                     |          |          |

優勝者エマーソン・フィッティパルディの平均速度
211.813 km/h (131.614 mph)

ファステストラップ
- ジャッキー・イクス - 1:36.3 (44周目)

ラップリーダー
太字は最多ラップリーダー
- ジャッキー・イクス - 42周 (1-13, 17-45)
- クレイ・レガツォーニ - 3周 (14-16)
- エマーソン・フィッティパルディ - 10周 (46-55)

達成された主な記録
- ドライバー
  - 初のドライバーズチャンピオン: エマーソン・フィッティパルディ - 25歳273日は当時の史上最年少
  - 最終ポールポジション/最終ファステストラップ: ジャッキー・イクス - ポールポジションは通算13回目、ファステストラップは通算14回目
  - 初表彰台: マイク・ヘイルウッド
  - 最終出走: ジョン・サーティース - 通算111回目の出走
  - 最終入賞/最終完走: ピーター・ゲシン

- コンストラクター
  - コンストラクターズチャンピオン: ロータス - 2年ぶり5回目
  - 初表彰台: サーティース

- タイヤ
  - 最終勝利: ファイアストン

## 第10戦終了時点のランキング
|         | 順位 | ドライバー                     | ポイント |
| ------- | ---- | ------------------------------ | -------- |
|         | 1    | エマーソン・フィッティパルディ | 61       |
| 1       | 2    | デニス・ハルム                 | 31       |
| 1       | 3    | ジャッキー・スチュワート       | 27       |
|         | 4    | ジャッキー・イクス             | 25       |
|         | 5    | ピーター・レブソン             | 17       |
| ソース: |      |                                |          |

|         | 順位 | コンストラクター      | ポイント |
| ------- | ---- | --------------------- | -------- |
|         | 1    | ロータス-フォード     | 61       |
|         | 2    | マクラーレン-フォード | 39       |
|         | 3    | ティレル-フォード     | 33       |
|         | 4    | フェラーリ            | 29       |
| 2       | 5    | サーティース-フォード | 18       |
| ソース: |      |                       |          |

- 注: トップ5のみ表示。前半6戦のうちベスト5戦及び後半6戦のうちベスト5戦がカウントされる。